# تپه‌دوزو (آردانوچ)
تپه‌دوزو (به ترکی استانبولی: Tepedüzü) یک منطقهٔ مسکونی در ترکیه است که در آردانوچ واقع شده‌است. تپه‌دوزو ۱۵۷ نفر جمعیت دارد.